# Robin Bell
Robin Bell (* 16. listopadu 1977 Kapské Město, Jihoafrická republika) je bývalý australský vodní slalomář, kanoista závodící v kategorii C1.
Je mistrem světa z roku 2005, další medaile ze světových šampionátů získal v letech 1999 (stříbro) a 2007 (bronz). V letech 2005 a 2008 vyhrál celkové pořadí Světového poháru v kategorii C1. Třikrát startoval na letní olympiádě. V Sydney 2000 byl devátý, na LOH 2004 v Athénách dojel čtvrtý a na Letních olympijských hrách 2008 v Pekingu získal v závodě C1 bronzovou medaili.